# 7326 Tedbunch
7326 Tedbunch este un asteroid din centura principală, descoperit pe 24 octombrie 1981, de Schelte Bus.